# Ösch (Fluss)
Die Ösch ist ein rund 28 km langer rechter Nebenfluss der Aare in den Schweizer Kantonen Bern und Solothurn. Sie entwässert einen Teil des Berner Mittellands und des Solothurner Wasseramts und gehört zum Einzugsbereich des Rheins.

## Name
Im 15. Jahrhundert erscheint das Gewässer als óʃch in den schriftlichen Aufzeichnungen. Vermutlich leitet sich der Name vom germanischen Verb *aus-a- für „schöpfen, giessen, überschütten“ ab.

## Geographie

### Verlauf

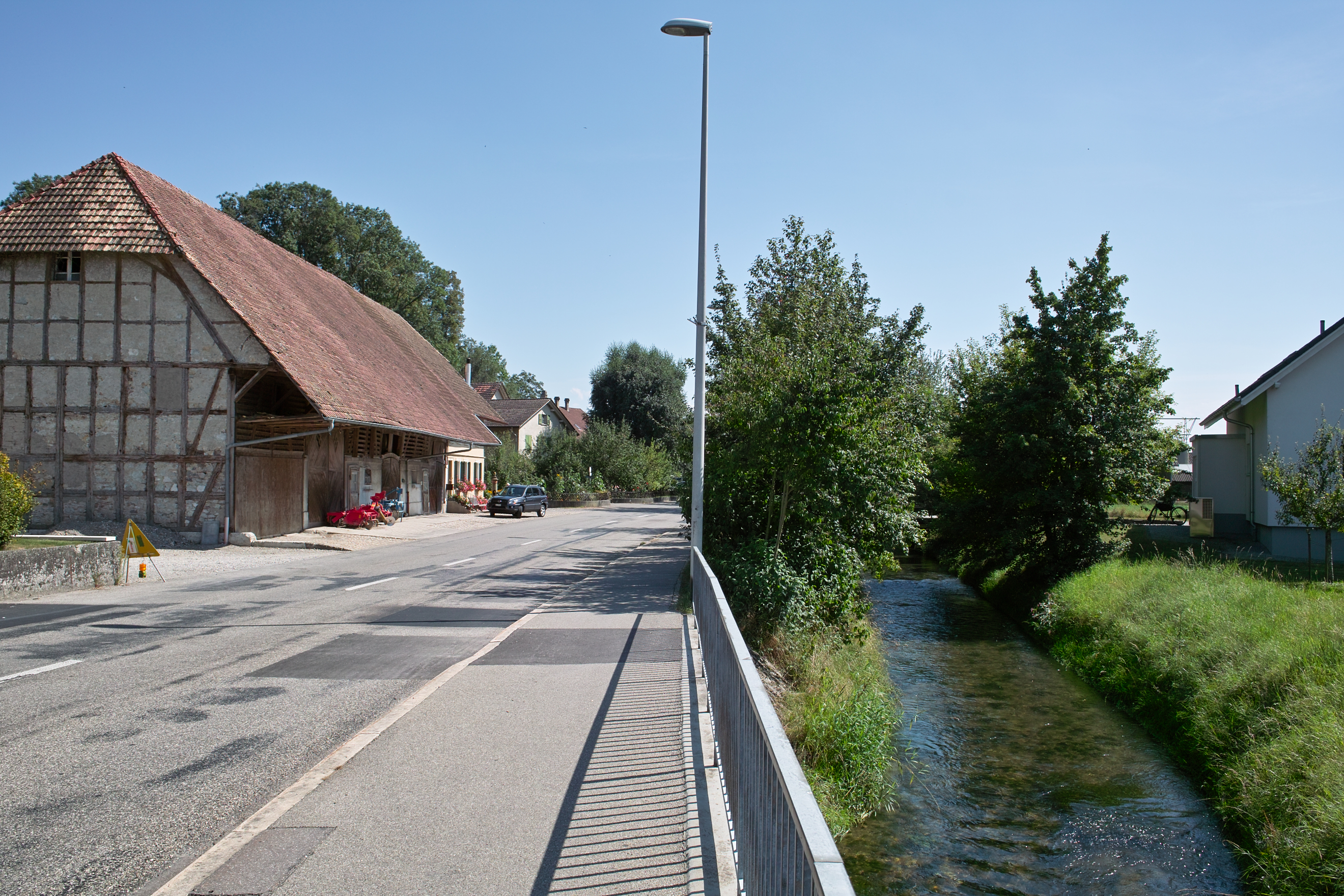
Die Ösch bei Halten

Das Quellgebiet der Ösch befindet sich am westlichen Rand des Hügellandes Lueg auf rund 650 m ü. M. (Kanton Bern, wenige Kilometer nordöstlich von Burgdorf, im Weiler Hueb in der Gemeinde Heimiswil). Der Bach fliesst durch das schmale Erosionstal Buechgrabe nach Nordwesten in das Wynigental, das während der letzten Eiszeit eine Schmelzwasserrinne am Rand des Rhonegletschers war und von mehreren Bächen gekreuzt wird (Tal der vier Täler). Die Ösch fliesst in ihm etwa einen Kilometer nach Süden bis zum Weiler Grafenschüren und dann durch ein Quertal nach Nordwesten. Dabei kommt sie der links parallel fliessenden Emme bis auf etwa 1 km nahe. Dazwischen fliesst noch der Grüttbach, der beide  bis zur Mündung aller drei Gewässer in die Aare beidseits begleitet.
Das Quertal öffnet sich kurz vor Ersigen (nordöstlich von Kirchberg (BE)). Ab dort fliesst die Ösch in der breiten Schwemmebene der unteren Emme und wendet sich nach etwa 3,5 Kilometer bei Ersigen nach Norden, wobei sie stets nahe des östlichen Rands der Emmeebene bleibt. Bei Niederösch und kurz danach nimmt sie die beiden anderen Bäche auf, die das Wynigental kreuzen: den Chänerechbach und den Wynigebach.
Nachdem die Ösch durch Oeschberg, Koppigen und  Willadingen geflossen ist, erreicht sie das verhältnismässig dicht besiedelte Wasseramt im Kanton Solothurn, wo sie entlang der leicht gewellten Anhöhen in der Moränenlandschaft im äusseren Wasseramt fliesst. Ab Willadingen fliesst die Ösch über etwa zwei Kilometer zweigeteilt als Luterbrunnen-Ösch (links) und als Willadinger-Ösch (rechts) bis östlich Recherswil. In die östliche Ösch mündet der Chrümelbach.
Nach den Ortschaften Halten und Kriegstetten wird die Ösch am Nordrand von Oekingen erneut geteilt: in die Grosse Ösch und die Kleine Ösch. Eine Zusammenführung findet aber nicht mehr statt. Die links wegfliessende Kleine Ösch wird zu einem Nebenbach des Grüttbaches.
Als nächste Orte passiert die Ösch Subingen und Deitingen, wo sie die Aareniederung erreicht und wieder in den Kanton Bern wechselt. Nördlich von Subingen wurde in den 1970er Jahren eine Gewässerkorrektion durchgeführt. Das alte Gerinne wird ab diesem Punkt "Alte Ösch" genannt und führt nur noch wenig Wasser. Der Hauptteil des Wassers wird im links fliessenden neu angelegten so genannten Russbach auf direktem Weg der Aare zugeführt. Seine Mündung befindet sich bei der Autobahn-Raststätte Deitingen. Die nur noch spärlich wasserführende "Alte Ösch" mündet in Wangen an der Aare auf 415 m ü. M. in die Aare.

### Einzugsgebiet
Das 84,5 km² grosse Einzugsgebiet der Ösch liegt am Nordrand des Schweizer Mittellands und wird über die Aare und den Rhein zur Nordsee entwässert.
Es besteht zu 31,2 % aus bestockter Fläche, zu 58,8 % aus Landwirtschaftsfläche, zu 9,8 % aus Siedlungsfläche und zu 0,2 % aus Gewässerfläche.
Die mittlere Höhe des Einzugsgebietes beträgt 515 m ü. M., die minimale Höhe liegt bei 416 m ü. M. und die maximale Höhe bei 839 m ü. M.

### Zuflüsse und Abzweigungen
- Wintergrabe (rechter Quellbach), 0,9 km
- Buechgrabe (linker Quellbach), 1,5 km
- Räckholtergrabe (links), 0,6 km
- Passäbnitgrabe (links), 1,5 km, 1,04 km²
- Holzgräbli (rechts), 0,6 km
- Chänerechbach (rechts), 9,3 km, 12,4 km², 0,29 m³/s
- Wynigebach[5] (rechts), 6,4 km, 8,91 km², 0,23 m³/s
- Luterbrunnen-Oesch (linker Arm)[6], 2,0 km
  - Fürstattwaldgräbli (links), 0,7 km
- Willadinger-Oesch (rechter Arm), 2,4 km
  - Chrümelbach (rechts), 7,8 km, 4,44 km²
  - Weierbach (rechts), 3,1 km, 2,76 km²
- Widlibach[7]  (links), 2,3 km, 0,93 km²
- Kleine Ösch[8] (linke Abzweigung), 3,5 km
- Alte Ösch[9] (rechte Abzweigung)
- Brunnbach[10] (rechts), 1,9 km
- Mettlengraben (rechts), 1,5 km
- Russbach[11] (linke Abzweigung), 3,1 km
- Neumattkanal (links), 0,7 km
- Schwarzbach (rechts)

## Hydrologie und Ökologie
Das Gefälle des Baches beträgt im Mittel 0,5 Prozent. Die Ösch ist durch ein pluviales Abflussregime geprägt. Ihre Wasserqualität wird durch die intensive landwirtschaftliche Nutzung der Flächen im Einzugsgebiet vor allem im Mittel- und Unterlauf stark beeinträchtigt; der Ammonium- und Nitrat-Gehalt liegt über dem Mass, das für einen gesunden biologischen Zustand gefordert wird. Fast die gesamte Strecke der Ösch wurde kanalisiert und teilweise begradigt, so dass heute nur noch wenige Abschnitte am Oberlauf als natürliches Gewässer erhalten sind. Revitalisierungsmassnahmen sind an einigen Streckenabschnitten geplant.

## Nutzung
Die Wasserkraft der Ösch wurde früher an verschiedenen Orten für den Betrieb von Mühlen und Sägereien genutzt, zum Beispiel bei Kriegstetten für die Mühle der ehemaligen Herrschaft Halten. Im Wasseramt wird an mehreren Stellen (Oekingen, Subingen, Deitingen) ein Teil des Flusswassers mit Hilfe von Kanälen abgeleitet und teilweise in andere Bachsysteme überführt.
Ein historischer Meilenstein der Technikgeschichte des Kantons Solothurn war die Errichtung eines Kleinwasserkraftwerks an der Ösch im Jahr 1886 bei Kriegstetten. Das ehemalige Oeschkraftwerk erzeugte in einem Gleichstrom-Dynamo 50 PS Strom, der über eine Freileitung in die Sphinx-Werke in Solothurn geleitet wurde. Dies stellte eine innovative Errungenschaft dar, war doch die Energieübertragung vorher auf lokale mechanische Vorrichtungen angewiesen. Es handelte sich hier um die erstmalige Anwendung der Elektrizität im Kanton Solothurn. Das Kraftwerk stand bis zur Oeschkorrektion von Recherswil, Halten und Kriegstetten im Jahr 1936 in Betrieb.